# Streepkeelheremietkolibrie
De streepkeelheremietkolibrie (Phaethornis rupurumii) is een vogel uit de familie Trochilidae (kolibries). De soortnaam is afgeleid van de Rupununi rivier.

## Verspreiding en leefgebied
Deze soort komt voor in het noordelijk en oostelijk Amazonebekken en telt twee ondersoorten:
- P. r. rupurumii: oostelijk Colombia, Venezuela, westelijk Guyana en noordwestelijk Brazilië.
- P. r. amazonicus: het noordelijke deel van Centraal-Brazilië.